# Gandharva (huwelijk)
Gandharva is in de traditionele hindoeïstische maatschappij een van de acht mogelijke vormen waarop een huwelijk tot stand kan komen. Er is sprake van gandharva wanneer man en vrouw met wederzijdse instemming geslachtsgemeenschap hebben, zonder dat sprake is van toestemming van de ouders of families van beiden. De gandharva's, natuurgeesten, worden geacht op te treden als getuigen voor het huwelijk, vandaar de naam.
In de traditionele hindoeïstische maatschappij zijn vormen van huwelijk waarbij de familie geen toestemming heeft gegeven ongewenst. Gandharva werd beschouwd als een schandelijke verbinding die voortkwam uit lust, en zal daarom nooit op grote schaal gebruikelijk zijn geweest. Het was echter niet zo strikt verboden als rakshasa of paishacha, vormen van huwelijk die tot stand komen wanneer een vrouw tegen haar wil tot geslachtsgemeenschap werd gedwongen. De dharmaliteratuur (hindoeïstische wetteksten) vermeldt al deze vormen van huwelijk slechts om aan de vrouw de status en rechten van een echtgenote te verlenen.